# Coswig (Anhalt)
Coswig (Anhalt) is een gemeente in de Duitse deelstaat Saksen-Anhalt, en maakt deel uit van de Landkreis Wittenberg.
Coswig (Anhalt) telt 11.521 inwoners.

## Indeling gemeente
De gemeente bestaat uit de volgende Ortsteile:
- Bräsen, sinds 2010
- Buko, sinds 2009
- Cobbelsdorf, sinds 2009 met Pülzig
- Düben, sinds 2009
- Hundeluft, sinds 2009
- Jeber-Bergfrieden, sinds 2009met Weiden
- Klieken, sinds 2009 met Buro
- Köselitz, sinds 2009
- Möllensdorf, sinds 2009
- Ragösen, sinds 2009 met Krakau
- Senst, sinds 2009
- Serno, sinds 2009 met Göritz en Grochewitz
- siedlung Ratskiefern
- Stackelitz, sinds 2010
- Thießen, sinds 2010 met Luko
- Wörpen, sinds 2008 met Wahlsdorf
- Zieko, sinds 2004

## Verkeer en vervoer

### Wegen en snelwegen
Coswig ligt aan de Bundesstraße 107 (Tangermünde–Chemnitz) en de Bundesstraße 187 (Dessau-Roßlau–Wittenberg–Jessen–Schönewalde).
Alhoewel de Bundesautobahn 9 (München–Berlijn) over het grondgebied van de gemeente verloopt, is er geen afslag.

### Spoorwegen
De stad heeft een station aan de spoorlijn Dessau-Falkenberg/Elster.

## Sport en recreatie
Door deze gemeente loopt de Europese wandelroute E11. De E11 loopt van Den Haag naar het oosten, op dit moment de grens van Polen en Litouwen. Naast Coswig loopt de route door Siedlung Ratskiefern, Möllensdorf, Pülzig, Senst en Ragösen.

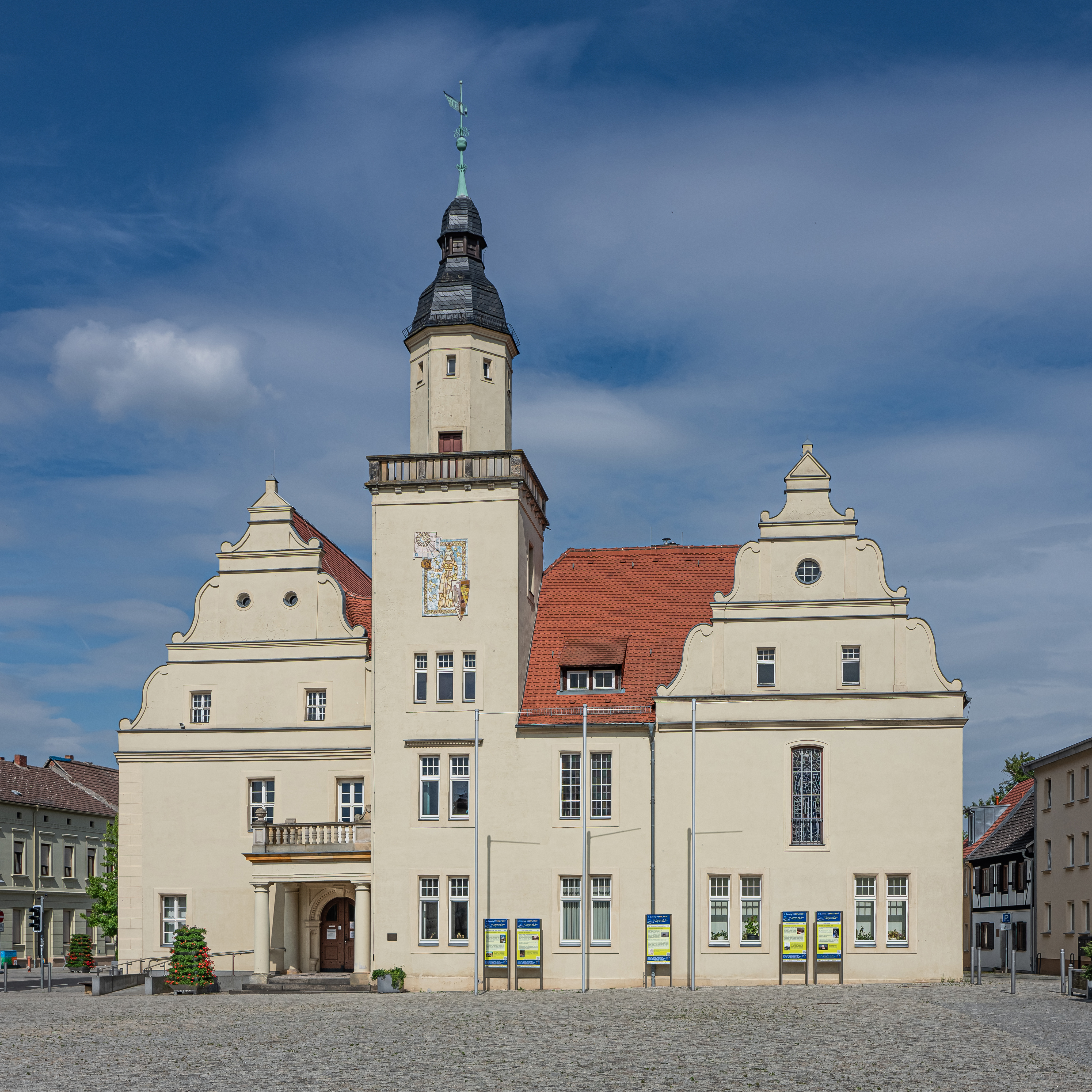
Gemeentehuis

Annaburg ·
Bad Schmiedeberg ·
Coswig (Anhalt) ·
Gräfenhainichen ·
Jessen (Elster) ·
Kemberg ·
Oranienbaum-Wörlitz ·
Wittenberg ·
Zahna-Elster